# The Atheist Experience
The Atheist Experience (vanligtvis förkortat TAE) är ett webbsänt telefonväkteriprogram från Austin, Texas, som först sändes 19 oktober 1997 och därefter veckovis. Programmet förespråkar "positiv ateism och separation mellan kyrka och stat", och produceras av den ideella föreningen The Atheist Community of Austin (ACA). 

## Programmet
Stora delar av programmet ägnas åt diskussioner med privatpersoner som ringer till programmet live, med frågor om ateism, agnosticism, teism, religion, moral, etik och kristendom, samt vetenskaplig skepticism. Med tanke på det stora antalet kristna i USA  ligger programmets fokus på kristendom.
Inledningen av programmet brukar kretsa kring föreningen The Atheist Community of Austins aktiviteter, samt bisittarens krönika över någon aspekt av teism eller aktuella händelser. Programmet produceras av TV-utrustning som ägs av Austin stad och sänds via Time Warner Cable, Grande Communications, ustream och i efterhand på YouTube, Blip.TV, mfl. En YouTube-kanal som drivits av en beundrare och har över 91 000 prenumeranter och över 12 000 000 visningar, blev 2012 den officiella YouTube-kanalen för programmet. Serien är Creative Commons-licensierad (icke-kommersiell, attribuering), vilket gör att beundrare klippt ut några av favoritscenerna från programmet, med producenternas goda minne.

## Historia
Programmet leds av en värd och en bisittare. Såväl värdar som bisittare varierar från program till program. Den första värdarna 19 oktober 1997 var Joe Zamecki, Don Rhoades och Mary Sue Osborne. Då spelades programmet in i förväg. I oktober 2007 gjordes ett tioårsjubileumsprogram, där flera av de tidigare programledarna berättade om programmets historia, och 2017 gjordes tjugoårsjubileumet.

## Programledare
Några av värdarna är Matt Dillahunty, Jeff Dee, Martin Wagner, Russell Glasser, Don Baker, Tracie Harris, Jen Peeples, John Iacoletti och Phil Session. Flera av programledarna är tidigare kristna, inklusive Dillahunty som studerade för att bli en fundamentalistisk baptistpastor.

## Gäster
Förutom de som ringer in, har programmet haft några gäster i studion, eller gäster som tillåtits uppta hela avsnitt:
- Ray Comfort, evangelisk kristen (avsnitt 702)[15][16]
- Victor J. Stenger, partikelfysiker (avsnitt 499, 2007-05-06)[15][17][18]
- David Silverman, ordförande för American Atheists (avsnitt 701, 2011-03-20)[15][19]
- Aron Ra (född L. Aron Nelson),[20] vloggare[21] och ordförande för Texas-avdelningen av American Atheists (avsnitt 648; #668; #703)[15][22]
- Greg Paul, palaeontolog (avsnitt 708, 2011-05-08)[15][23]
- Kathleen Johnson, vice ordförande för American Atheists och grundare av Military Association of Atheists & Freethinkers (avsnitt 647, 2010-03-07)[15]
- Darrel Ray, organisationsykolog (avsnitt 645, 2010-02-21; 686, 2010-12-05)[15]
- Kyle Miller, pastor (avsnitt 639, 2010-01-10)[15]
- Matt Slick, evangelisk kristen (avsnitt 593, 22 februari 2009)[15]
- Mark Loewe, teoretisk fysiker (avsnitt 393, 2005-04-24)[15]

## Utmärkelser
- About.com readers' Choice Awards 2012, Favorite Agnostic / Atheist Podcast of 2011[24]
- The Austin Chronicle, Best of Austin 2012: Best Public Access TV Show[25]
- The Austin Chronicle, Best of Austin 2011: Best Public Access TV Show[26]
- About.com readers' Choice Awards 2011, Best Atheist Podcast, 2010[27]
- The Austin Chronicle, Best of Austin 2010: Best Public-Access TV Show: 'The Atheist Experience'[28]